# Stachys stricta
Stachys stricta är en kransblommig växtart som beskrevs av Edward Lee Greene. Stachys stricta ingår i släktet syskor, och familjen kransblommiga växter. Inga underarter finns listade i Catalogue of Life.